# Carmela Combe
Carmela Combe Thomson (Peru, 1900? - 10 de maio de 1984) foi a primeira aviadora peruana e a segunda peruana em obter uma licença de conduzir.